# Liste der Kulturgüter im Staatswald Galm
Die Liste der Kulturgüter im Staatswald Galm enthält alle Objekte im gemeindefreien Gebiet Staatswald Galm im Kanton Freiburg, die gemäss der Haager Konvention zum Schutz von Kulturgut bei bewaffneten Konflikten, dem Bundesgesetz vom 20. Juni 2014 über den Schutz der Kulturgüter bei bewaffneten Konflikten sowie der Verordnung vom 29. Oktober 2014 über den Schutz der Kulturgüter bei bewaffneten Konflikten unter Schutz stehen.
Objekte der Kategorie A sind vollständig in der Liste enthalten, Objekt der Kategorien B und C sind nicht ausgewiesen (Stand: 1. Januar 2023).

## Kulturgüter
| Foto |                                                                                     | Objekt                                                  | Kat. | Typ | Standort        | Beschreibung |
| ---- | ----------------------------------------------------------------------------------- | ------------------------------------------------------- | ---- | --- | --------------- | ------------ |
| BW   | Datei hochladen · Wikidata zu Neuried, Tumulus-Nekropole der Eisenzeit (Q126190076) | Neuried, Tumulus-Nekropole der Eisenzeit KGS-Nr.: 16348 | A    | F   | 580350 / 196935 |              |